# قلع السقا
قلع السقا ( تُعرف أيضاً بـ عين الملا) قرية سورية تتبع ناحية الحواش في منطقة تلكلخ في محافظة حمص. بلغ عدد سكانها 340 نسمة في عام 2004 حسب إحصاء المكتب المركزي للإحصاء.